# Pingo
En pingo er en høj af is dækket med jord, fremkommet ved at grundvand i permafrostområder presses mod overfladelaget og får dette til at bule op.
Kernen i en pingo består af ren is. En pingo kan være op til 90 meter høj og med et tværsnit på mere end 2 kilometer. Formen er ofte rund eller oval.
Forekomster af pingos findes især mellem 65 og 70 grader nord.
Nogle ishøje er smeltet og blevet til kratere eller indsøer. Dette kaldes også en pingoruin eller en ognip.